# William Twisse
William Twisse (Newbury, 1578 – 1646) è stato un teologo scozzese.
William Twisse, eminente ecclesiastico e teologo scozzese, è ricordato oggi in modo particolare per essere stato moderatore dell'Assemblea di Westminster e per essere stato a capo degli ecclesiastici durante il protettorato di Oliver Cromwell (Commonwealth). È descritto da un suo membro scozzese, Robert Baillie come: "buono, amato da tutti e altamente stimato, ma un po' troppo libresco.

## Biografia
I suoi genitori erano tedeschi. Riceve la sua istruzione accademica al Winchester College e al New College di Oxford.
È nominato cappellano di Elizabeth di Boemia e di suo padre Giacomo I nel 1612. Serve in questo incarico solo per breve tempo e poi torna in Inghilterra da Heidelberg intorno al 1613.
Riceve poi una prebenda a Newton Longueville. Collabora con Henri Savile all'edizione del 1618 delle opere di Thomas Bradwardine.
Dal 1620 è vicario di Newbury (Berkshire).. Qui si distingue come attivo oppositore di William Laud.
Sepolto nell'Abbazia di Westminster, ne viene però esumato nel 1661.

## Persuasioni teologiche
William Twisse sostiene in modo radicale il Calvinismo supralapsariano.
Nel suo Vindiciae gratiae del 1632 attacca Arminio e in Dissertatio de scientia media del 1639 adotta certe argomentazioni dei domenicani, sulla Giustificazione. Le sue concezioni sono minoritarie nell'ambito dell'Assemblea di Westminster.
Premillennialista, scrive una prefazione alla traduzione inglese del 1643 dell'influente Chiave all'Apocalisse dell'amico e corrispondente Joseph Mede
.

## Opere
- (EN) A Discovery of D. Jackson's Vanity (1631) contro Thomas Jackson
- (LA) Vindiciae Gratiae (Amsterdam, 1632)
- (LA) Dissertatio de scientia media tribus libris absoluta (Arnhem 1639)
- (EN) The Riches of Gods Love (1653)[12], con Henry Jeanes e John Goodwin
- (EN) An Examination of Mr. Cotton's Analysis of The Ninth Chapter of Romans[13]
- (EN) The Five Points of Grace and of Predestination[14]
- (EN) Of the Morality of the Fourth Commandment
- (EN) A Treatise of Mr. Cotton's Clearing Certaine Doubts Concerning Predestination
- (EN) The Doctrine of the Synod of Dort and Arles, Reduced to the Practice (1650)